# Самодедское сельское поселение
Самодедское сельское поселение или муниципальное образование «Самодедское» — упразднённое муниципальное образование со статусом сельского поселения в Плесецком муниципальном районе Архангельской области Российской Федерации.
Соответствовало административно-территориальной единице в Плесецком районе — Холмогорскому сельсовету.
Административный центр — посёлок Самодед.
Законом Архангельской области от 26 апреля 2021 года № 412-25-ОЗ с 1 июня 2021 года упразднено в связи с преобразованием Плесецкого муниципального района в муниципальный округ.

## География
Центр сельского поселения посёлок  Самодед находится в 137 км к северу от Плесецка и в 190 км от Архангельска. По территории посёлка протекают реки Ваймуга, Левашка, Обокша, Лая. Имеются озёра Левашозеро, Ломовое, Ломовое, Ерусалим, Обокозеро, Кушкозеро, Пикозеро, Кочкозеро, Верхнее Лайское, Среднее Лайское и Нижнее Лайское, Большое Светлое и Малое Светлое, Островичное, Сухое, Большое Лиственничное и Малое Лиственничное, Найденное, Русозеро. В 2 км от посёлка Самодед на линии «Обозерская — Архангельск-Город» находится станция Пермилово Северной железной дороги.
Граничит на юге с Обозерским городским поселением, на севере — с Приморским районом, на востоке — с Холмогорским районом.

## История
Муниципальное образование было образовано в 2006 году как городское поселение. В 2013 году рабочий посёлок Самодед был преобразован в сельский населённый пункт, а Самодедское городское поселение — в Самодедское сельское поселение.
1 июня 2017 года (Законом Архангельской области от 23 декабря 2016 года № 507-31-ОЗ) Холмогорское сельское поселение было упразднено и влито в Самодедское сельское поселение с административным центром в посёлке Самодед.
Согласно Указу Президиума Верховного Совета (ПВС) РСФСР от 26.02.1939 года в Плесецком районе были созданы Холмогорский (из части территории Самодедского поселкового) и Кочмасский (из части Плесецкого, Петровского и Савинского советов) сельсоветы. Решением облисполкома от 14.08.1964 года Холмогорский сельский совет был передан в состав Плесецкого промышленного района.

## Население
| 2005  | 2010  | 2011  | 2012  | 2013  | 2014  | 2015  |
| ----- | ----- | ----- | ----- | ----- | ----- | ----- |
| 1970  | ↘1518 | ↘1511 | ↘1498 | ↘1438 | ↘1374 | ↘1340 |
| 2016  | 2017  | 2018  | 2019  | 2020  | 2021  |       |
| ↘1280 | ↘1248 | ↗1508 | ↘1414 | ↘1362 | ↘1308 |       |

Суммарная численность объединённого поселения в 2017 году — 1542 чел.
```
(1248+294).
```

## Состав сельского поселения
| № | Населённый пункт | Тип населённого пункта          | Население |
| - | ---------------- | ------------------------------- | --------- |
| 1 | Самодед          | посёлок, административный центр | ↘1248     |
| 2 | Авангард         | посёлок                         | →0        |
| 3 | Лиственичный     | посёлок                         | ↘1        |
| 4 | Ломовое          | посёлок                         | ↗579      |
| 5 | Малька           | посёлок                         | →0        |
| 6 | Холмогорская     | посёлок                         | ↘28       |